# カルド (ソマリア)
カルド (ソマリ語: Qardho, アラビア語: قرضو, Gardho, Quardo, Gardo) はソマリアのプントランドのバリ地域にある町。

## 歴史

### ソマリア独立まで
カルドは、ソマリア北部にある古代集落の一つ。この町とイスクシュバーンの間にあるアリエ渓谷には、本格的な城壁がある相当規模の町が存在した。また、カルドの近くにはソマリ人の主要氏族の一つダロッドの支族であるマレハンの祖先の墓がある。
近世のカルドは、アルーラを中心とするマジェルテーン・スルタン国の一部であった。その後、20世紀初頭にイタリア領ソマリランドに編入された。

### ソマリア独立前後
1959年、後にソマリア大統領となるアブディラシッド・アリー・シェルマルケが、カルド代表としてソマリア立法議員となった。
1981年6月、世界銀行はソマリア北東部で灌漑に有望な地域を3箇所挙げており、そのうちの一つがエリガボ-カルド間であるとされている。残りはヌガール渓谷付近とガルカイヨ付近。

### ソマリア内戦後
1993年8月、国際連合安全保障理事会はソマリア内戦の早期終結をまだあきらめておらず、8月17日付の報告書で「ソマリア各地で地区評議会が次々と設立されている」という趣旨で、バリ地域ではカルドとベイラに設立されたと報告している。
1998年、WFPはカルド近くのダーハン村に洪水対策の2つの貯水池を完成した。また、食肉処理場の第1段階を完成して食料を配布した。
2002年8月、プントランドのアブドゥラヒ・ユスフ前大統領は、ジャマ・アリ・ジャマ大統領（後に大統領を解任され大統領経験者とは認められなかった）に忠実な軍隊が支配するカルドを占領した。
2003年12月4日、プントランド政府はベンダーカシム、カルカール、ハイランの4地域を設けたと発表した。カルカール地域はバリ地域から分離した。カルドはカルカール地域の行政中心都市とされた。
2006年、カルドで1968年以来となる市議会議長兼市長としてCismaan Buux Caliが選出された。
2010年8月、地方議会選挙の結果、議会議長がMaxamed Siciid Hoggaamoとなった。Maxamedは民主選挙で選ばれた最初の議長となった。
2011年12月、カルドで海賊5人がプントランド警察に逮捕された。この時点でカルカール地域にはまだ多くの海賊がいると報じられている。
2012年11月、プントランドのファロレ大統領がカルドを訪問したが、住民がタイヤを燃やし石を投げるなどの抗議活動を行った。
2013年6月、ダロッド氏族の34番目の王（Boqor）のアブドゥラヒ・ムセが病気によりフィンランドで死去した。
2014年5月、カルドでブルハーンがマジェルテーン・スルタン国の国王、ダロッド氏族の34番目の王（Boqor）に就任したと報じられた。
2015年5月、カルドのバスケットボールチームがタンザニアのダルエスサラームで開催された東部・中部アフリカのバスケットボールトーナメント戦でエジプトのカイロ市のチームを破って優勝した。
2015年7月、ソマリア連邦のシルマルケ首相がカルドを訪問。
2015年9月、カルド市議会はCabdi Siciid Cismaanをカルド市長に選出した。

### ソマリランド軍大佐の亡命
2018年5月、エル・アフウェイン地区のソマリランド軍第3大隊の指揮官であるサイード・カウイル・カーレ大佐が一軍を率いてプントランドのカルドに亡命した。
2018年6月、アラブ首長国連邦の代表団がカルドを訪問。
2018年7月、ソマリア中央政府のハッサン・アリ・カイレ首相が厳戒態勢の上でカルドを訪問し、歓迎された。
2018年8月、カーレ大佐は、カルド郊外にソマリランドに抵抗するための軍事基地を作ったと発表した。これはプントランド政府から提供されたものであり、プントランド政府はソマリランドからの全ての亡命者を受け入れると表明した。
2019年3月、プントランド政府はカルドに駐留するカーレ大佐が率いる軍の行動を禁止した。カルドの自治体はカーレ大佐の軍が町に入ることを禁止した。2019年7月にはカーレ大佐の軍がカルドから遠く離れたドーブの町でソマリランド軍と戦闘している様子が報じられている。

### 最近の動向
2020年4月、プントランド政府は密輸された大量の向精神性の植物カートを押収して、カルド郊外の公共広場で見せしめとして焼却した。
2020年8月、国際連合食糧農業機関(FAO)がカルドに害虫監視管理センターが建設した。
2021年9月、プントランドのデニ大統領はMaxamed Faarax Cabdiseed (Buraale)をカルドの暫定市長に任命した。
2021年10月、カルドでプントランドの地方選挙が行われた。50年ぶりの民主選挙となった。
2021年12月、カルドのプントランド警察がジャーナリストを逮捕したため、ソマリジャーナリスト協会が報道の自由を侵害するものとして非難した。逮捕されたジャーナリストは、刑務所に送られる前に警察官に木の棒で殴られる暴力を受けていた。

## 人口動態
2020年5月のリリーフウェブの報告によると、カルド市の人口は12万人、2万世帯。

## 気候
カルドの気候は高温乾燥であり、ケッペンの気候区分では砂漠気候の内の高温砂漠気候（BWh）である。

### 天候災害
2012年5月、48時間続いた大雨の影響でカルドが洪水となった。しかしカルド郊外ではむしろ恵の雨だった。
2017年3月、ソマリア北東部で大規模な旱魃が発生し、カルドも大きな被害を受けた。
2019年6月、カルドで大規模な洪水が発生した。
2020年5月、カルドで大きな洪水が起こり、2万2千人以上が家を追われ、さらに2万8千人が物的損害を受けた。

### 季節の移り変わり
気温、雨量、湿度はドイツ気象局、日照率はFAOに基づいた2006年の値。

## 教育
プントランド教育省によると、カルド地区には39の小学校がある。この地域の中学校には、シェイク・オスマン、ムンターダ、ナワウィ、アル・アシャールなどがある。また、エジプトのイスラム教最高権威であるアル＝アズハル大学もカルドに校舎を構えている。また、東ソマリア大学（ESU）もある。
東アフリカ大学（EAU）も、7つある分校のうちの1つをカルド市内に置いている。この大学は2015年1月に開所が決まった。ただし8月には建設予定地がイエメン難民100家族の避難所であり移転先が決まっていないと報道されている。

## 設備
2012年11月25日、カルドに刑務所が開設された。当時のプントランド大統領アブドゥルラフマン・モハムード・ファロレらが開設式に出席f.。
カルドには微生物研究設備を備えた私立の総合病院がある。

## 交通
カルド北東にはカルド空港がある。